# Frövi Skor-skylten

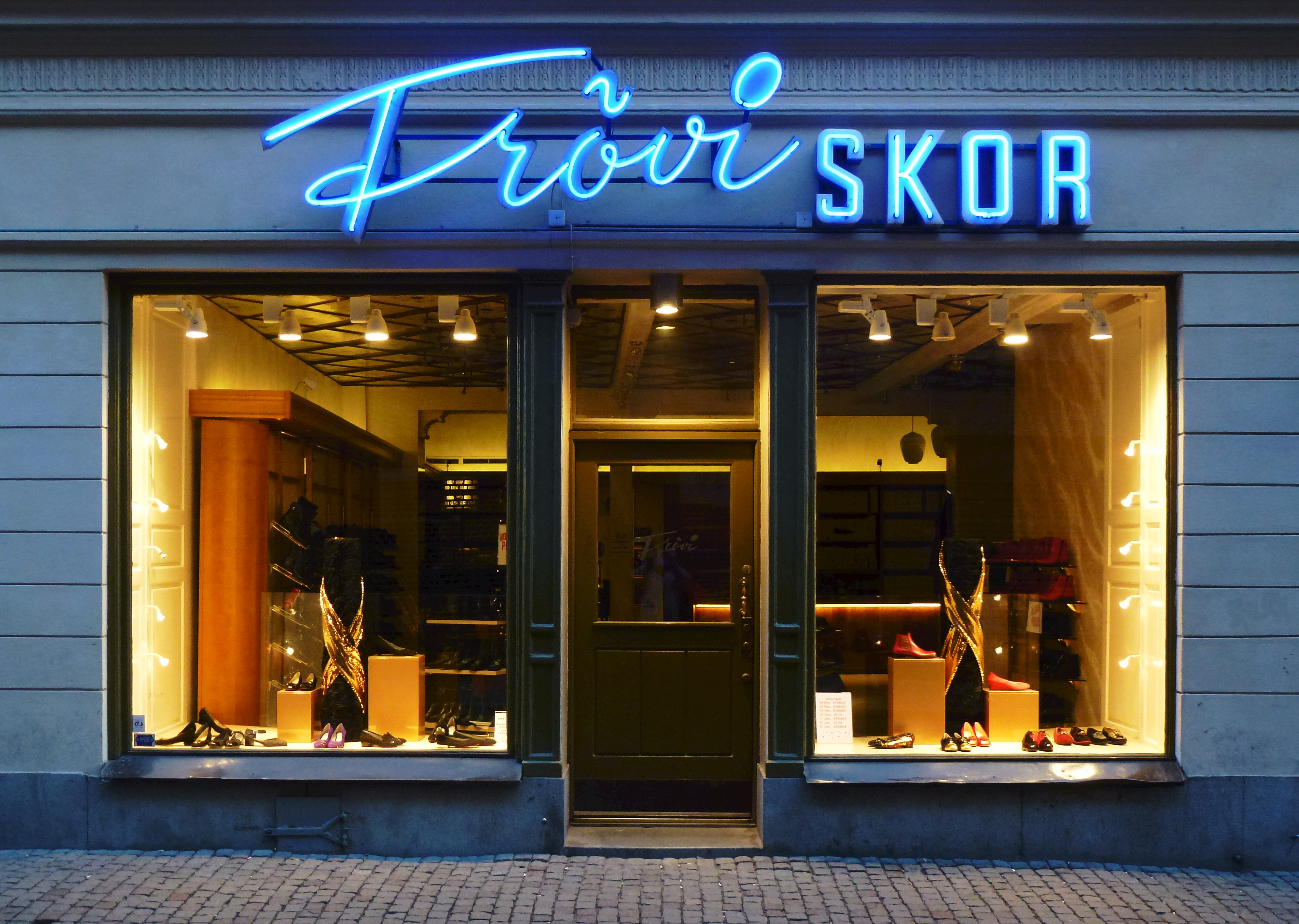
Skylten i december 2014.

Frövi Skor-skylten är en klassisk neonreklam för skoaffären Frövi Skor på Stora Nygatan 41 i Gamla stan, Stockholm. Skylten härrör från 1930-talet och tillverkades av Grahams Neon. Skylten ingick i Stadsmuseets neonskyltsinventering som genomfördes 1998.

## Historik

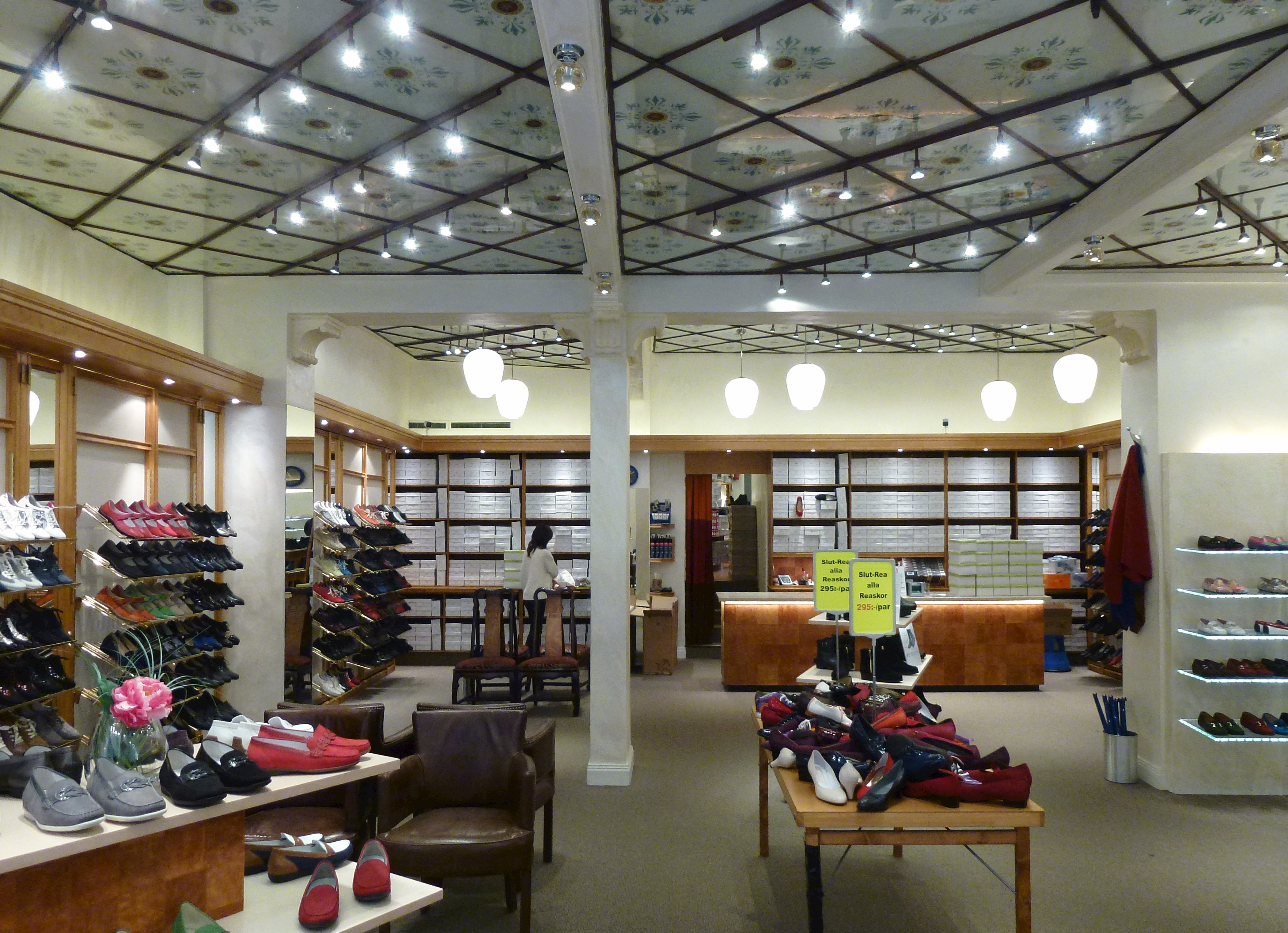
Butikens interiör, 2015.

Frövi Skor har sitt namn efter en skofabrik som startade sin verksamhet 1918 i orten Frövi, strax norr om Örebro. Här tillverkades skor fram till 1954. Redan 1933 etablerade fabriken en egen skobutik som låg på Triewaldsgränd 5 i Gamla stan i Stockholm. Samtidigt uppsatte butiken en neonskylt som hade tillverkats av Grahams Neon, en avdelning på hissfirman Graham Brothers med fabrik på Kungsholmen i hörnet Garvargatan / Kungsholmstorg.
Skylten bestod ursprungligen av ordet ”Frövi” i skrivstil och ordet ”SKOR” i versaler, båda i blå neonskrift. Dessutom fanns en vertikal, utåt riktad flaggskylt mot Kornhamnstorg med text ”SKOR” i versaler. 2004 flyttade Frövi Skor till sin nuvarande adress på Stora Nygatan 41 där den ursprungliga skyltkombinationen (exklusive den vertikala skylten) efter renovering återmonterades.